# Església parroquial de Santa Caterina (Pavies)
L'església parroquial de Santa Caterina Màrtir, de Pavies, a la comarca de l'Alt Palància, és un temple catòlic catalogat com a Bé de Rellevància Local, segons consta a la Direcció General de Patrimoni Artístic de la Generalitat Valenciana, amb codi identificatiu: 12.07.088-001.
Pertany al Bisbat de Sogorb-Castelló, i està inclosa en l'arxiprestat número dos, Sant Antoni Abat, amb centre a Xèrica.

## Descripció
El temple pertany a dos estils arquitectònics, el barroc i el neoclàssic.
Es tracta d'un petit edifici situat en un terraplé, la qual cosa fa que part de l'estructura estiga en un nivell diferent, en concret, el mur del costat de l'evangeli. Externament presenta una façana asimètrica, acabada en una petita espadanya, amb una única campana. La porta d'accés està adovellada, se situa al costat de l'evangeli i presenta una inscripció que diu "año 1787 Carlos III Rex", fet que permet aventurar com a data de construcció en el segle xviii. La fàbrica és de maçoneria i els cantons estan reforçats amb carreus. Té un campanar no exempt, iniciat en un lateral de l'edifici, tot ell de carreus. Consta de dos cossos i està rematada en un templet amb coberta piramidal ceràmica. En el primer cos presenta finestres i un rellonge, mentres que el segon està destinat a les campanes, per la qual cosa presenta unes obertures a cadascun dels costats. Pel que fa a l'interior, el temple presenta planta de nau única, de forma rectangular, amb quatre crugies. La coberta és de fusta i es recolza en arcs diafragma.